# Interlands Paraguayaans voetbalelftal 2010-2019
Deze pagina toont een gedetailleerd overzicht van de interlands die het Paraguayaans voetbalelftal speelt en heeft gespeeld in de periode 2010 – 2019.

## Interlands

### 2010
|                                                               |                          |       |                        | |
| 31 maart Vriendschappelijk № 613 «onderlinge duels» 21:30 uur | Paraguay                 | 1 – 1 | Zuid-Afrika            | Estadio Defensores del Chaco, Asunción Toeschouwers: onbekend Scheidsrechter: Paulo Oliveira (BRA) |
| 31 maart Vriendschappelijk № 613 «onderlinge duels» 21:30 uur | Marcelo Estigarribia 38' |       | 71' Siphiwe Tshabalala | Estadio Defensores del Chaco, Asunción Toeschouwers: onbekend Scheidsrechter: Paulo Oliveira (BRA) |

|                                                                  |                             |       |             |                                                                                               |
| 15 mei 2010 Vriendschappelijk № 614 «onderlinge duels» 17:00 uur | Paraguay                    | 1 – 0 | Noord-Korea | Centre Sportif de Colovray, Nyon Toeschouwers: onbekend Scheidsrechter: Carlo Bertolini (SUI) |
| 15 mei 2010 Vriendschappelijk № 614 «onderlinge duels» 17:00 uur | Roque Santa Cruz 85' (pen.) |       |             | Centre Sportif de Colovray, Nyon Toeschouwers: onbekend Scheidsrechter: Carlo Bertolini (SUI) |

|                                                             |                                  |       |                   |                                                                                                |
| 25 mei Vriendschappelijk № 615 «onderlinge duels» 19:45 uur | Ierland                          | 2 – 1 | Paraguay          | Royal Society Showgrounds, Dublin Toeschouwers: 16.722 Scheidsrechter: Jérôme Laperrière (SUI) |
| 25 mei Vriendschappelijk № 615 «onderlinge duels» 19:45 uur | Kevin Doyle 7' Liam Lawrence 39' |       | 57' Lucas Barrios | Royal Society Showgrounds, Dublin Toeschouwers: 16.722 Scheidsrechter: Jérôme Laperrière (SUI) |

|                                                                  |                                        |       |                                        |                                                                                                  |
| 30 mei 2010 Vriendschappelijk № 616 «onderlinge duels» 17:00 uur | Paraguay                               | 2 – 2 | Ivoorkust                              | Stade Joseph-Monyat, Thonon-les-Bains Toeschouwers: onbekend Scheidsrechter: Wilfried Bien (FRA) |
| 30 mei 2010 Vriendschappelijk № 616 «onderlinge duels» 17:00 uur | Lucas Barrios 75' Aureliano Torres 90' |       | 53' Didier Drogba 73' Souleymane Bamba | Stade Joseph-Monyat, Thonon-les-Bains Toeschouwers: onbekend Scheidsrechter: Wilfried Bien (FRA) |

|                                                             |             |                                   |          |                                                                                               |
| 2 juni Vriendschappelijk № 617 «onderlinge duels» 19:00 uur | Griekenland | 0 – 2                             | Paraguay | Stadion Schützenwiese, Winterthur Toeschouwers: 5.200 Scheidsrechter: Claudio Circhetta (SUI) |
| 2 juni Vriendschappelijk № 617 «onderlinge duels» 19:00 uur |             | 9' Enrique Vera 25' Lucas Barrios |          | Stadion Schützenwiese, Winterthur Toeschouwers: 5.200 Scheidsrechter: Claudio Circhetta (SUI) |

| WK voetbal 2010 |
| --------------- |

|                                                                 |                     |       |                      |                                                                                         |
| 14 juni WK-eindronde Groep F № 618 «onderlinge duels» 20:30 uur | Paraguay            | 1 – 1 | Italië               | Cape Town Stadium, Kaapstad Toeschouwers: 62.869 Scheidsrechter: Benito Archundia (MEX) |
| 14 juni WK-eindronde Groep F № 618 «onderlinge duels» 20:30 uur | Antolín Alcaraz 39' |       | 63' Daniele De Rossi | Cape Town Stadium, Kaapstad Toeschouwers: 62.869 Scheidsrechter: Benito Archundia (MEX) |

|                                                                 |           |                                       |          |                                                                                       |
| 20 juni WK-eindronde Groep F № 619 «onderlinge duels» 13:30 uur | Slowakije | 0 – 2                                 | Paraguay | Vrystaatstadion, Bloemfontein Toeschouwers: 26.643 Scheidsrechter: Eddy Maillet (SEY) |
| 20 juni WK-eindronde Groep F № 619 «onderlinge duels» 13:30 uur |           | 27' Enrique Vera 86' Cristian Riveros |          | Vrystaatstadion, Bloemfontein Toeschouwers: 26.643 Scheidsrechter: Eddy Maillet (SEY) |

|                                                                 |          |       |               |                                                                                             |
| 24 juni WK-eindronde Groep F № 620 «onderlinge duels» 16:00 uur | Paraguay | 0 – 0 | Nieuw-Zeeland | Peter Mokaba Stadion, Polokwane Toeschouwers: 34.850 Scheidsrechter: Yuichi Nishimura (JPN) |
| 24 juni WK-eindronde Groep F № 620 «onderlinge duels» 16:00 uur |          |       |               | Peter Mokaba Stadion, Polokwane Toeschouwers: 34.850 Scheidsrechter: Yuichi Nishimura (JPN) |

|                                                                        |                                                                          |       |                                                         |                                                                                           |
| 29 juni WK-eindronde Achtste finale № 621 «onderlinge duels» 16:00 uur | Paraguay                                                                 | 0 – 0 | Japan                                                   | Loftus Versfeld Stadion, Pretoria Toeschouwers: 36.742 Scheidsrechter: Frank De Bleeckere |
| 29 juni WK-eindronde Achtste finale № 621 «onderlinge duels» 16:00 uur |                                                                          |       |                                                         | Loftus Versfeld Stadion, Pretoria Toeschouwers: 36.742 Scheidsrechter: Frank De Bleeckere |
| 29 juni WK-eindronde Achtste finale № 621 «onderlinge duels» 16:00 uur | Strafschoppen                                                            |       |                                                         | Loftus Versfeld Stadion, Pretoria Toeschouwers: 36.742 Scheidsrechter: Frank De Bleeckere |
| 29 juni WK-eindronde Achtste finale № 621 «onderlinge duels» 16:00 uur | Édgar Barreto Lucas Barrios Cristian Riveros Nelson Valdez Óscar Cardozo | 5 – 4 | Yasuhito Endo Makoto Hasebe Yuichi Komano Keisuke Honda | Loftus Versfeld Stadion, Pretoria Toeschouwers: 36.742 Scheidsrechter: Frank De Bleeckere |

|                                                               |          |                 |        |                                                                                  |
| 3 juli WK 2010 Kwartfinale № 622 «onderlinge duels» 20:30 uur | Paraguay | 0 – 1           | Spanje | Ellispark, Johannesburg Toeschouwers: 55.359 Scheidsrechter: Carlos Batres (GUA) |
| 3 juli WK 2010 Kwartfinale № 622 «onderlinge duels» 20:30 uur |          | 83' David Villa |        | Ellispark, Johannesburg Toeschouwers: 55.359 Scheidsrechter: Carlos Batres (GUA) |

|  |  |  |  |  |  |  |  |  |

|                                                                  |                                      |       |            | |
| 11 augustus Vriendschappelijk № 623 «onderlinge duels» 20:30 uur | Paraguay                             | 2 – 0 | Costa Rica | Estadio Defensores del Chaco, Asunción Toeschouwers: 22.000 Scheidsrechter: Federico Beligoy (ARG) |
| 11 augustus Vriendschappelijk № 623 «onderlinge duels» 20:30 uur | Enrique Vera 8' Cristian Riveros 73' |       |            | Estadio Defensores del Chaco, Asunción Toeschouwers: 22.000 Scheidsrechter: Federico Beligoy (ARG) |

|                                                                  |                   |       |          |                                                                                     |
| 4 september Vriendschappelijk № 624 «onderlinge duels» 20:20 uur | Japan             | 1 – 0 | Paraguay | Nissan Stadion, Yokohama Toeschouwers: 65.000 Scheidsrechter: Marco Rodríguez (MEX) |
| 4 september Vriendschappelijk № 624 «onderlinge duels» 20:20 uur | Shinji Kagawa 70' |       |          | Nissan Stadion, Yokohama Toeschouwers: 65.000 Scheidsrechter: Marco Rodríguez (MEX) |

|                                                                  |             |       |                  |                                                                              |
| 7 september Vriendschappelijk № 625 «onderlinge duels» 19:30 uur | China       | 1 – 1 | Paraguay         | Olympic Sports Centre, Nanjing Toeschouwers: 30.000 Scheidsrechter: onbekend |
| 7 september Vriendschappelijk № 625 «onderlinge duels» 19:30 uur | Lin Gao 33' |       | 8' Lucas Barrios | Olympic Sports Centre, Nanjing Toeschouwers: 30.000 Scheidsrechter: onbekend |

|                                                                |                  |       |          |                                                                                             |
| 9 oktober Vriendschappelijk № 626 «onderlinge duels» 20:00 uur | Australië        | 1 – 0 | Paraguay | Sydney Football Stadium, Sydney Toeschouwers: 25.210 Scheidsrechter: Yuichi Nishimura (JPN) |
| 9 oktober Vriendschappelijk № 626 «onderlinge duels» 20:00 uur | David Carney 53' |       |          | Sydney Football Stadium, Sydney Toeschouwers: 25.210 Scheidsrechter: Yuichi Nishimura (JPN) |

|                                                                 |               |                                               |          |                                                                                    |
| 12 oktober Vriendschappelijk № 627 «onderlinge duels» 19:30 uur | Nieuw-Zeeland | 0 – 2                                         | Paraguay | Westpac Stadium, Wellington Toeschouwers: 16.477 Scheidsrechter: Jamie Cross (NZL) |
| 12 oktober Vriendschappelijk № 627 «onderlinge duels» 19:30 uur |               | 22' (pen.) Nelson Valdez 28' Osvaldo Martínez |          | Westpac Stadium, Wellington Toeschouwers: 16.477 Scheidsrechter: Jamie Cross (NZL) |

|                                                                  |          | |          |                                                                                              |
| 17 november Vriendschappelijk № 628 «onderlinge duels» 20:00 uur | Hongkong | 0 – 7 | Paraguay | Hong Kong Stadium, Hongkong Toeschouwers: 6.250 Scheidsrechter: Subkhiddin Mohd Salleh (MAS) |
| 17 november Vriendschappelijk № 628 «onderlinge duels» 20:00 uur |          | 4' Roque Santa Cruz 30' Edgar Barreto 32' Roque Santa Cruz 46' José Ortigoza 54' José Ortigoza 75' Marcos Riveros 90' Cristian Riveros |          | Hong Kong Stadium, Hongkong Toeschouwers: 6.250 Scheidsrechter: Subkhiddin Mohd Salleh (MAS) |

### 2011
|                                                     |                                                              |       |                      |                                                          |
| 26 maart Vriendschappelijk № 629 «onderlinge duels» | Mexico                                                       | 3 – 1 | Paraguay             | McAfee Coliseum, Oakland Scheidsrechter: Paul Ward (CAN) |
| 26 maart Vriendschappelijk № 629 «onderlinge duels» | Javier Hernández 6' Andrés Guardado 28' Javier Hernández 34' |       | 87' Cristian Riveros | McAfee Coliseum, Oakland Scheidsrechter: Paul Ward (CAN) |

|                                                               |                  |                   |          |                                                                            |
| 29 maart Vriendschappelijk № 630 «onderlinge duels» 20:00 uur | Verenigde Staten | 0 – 1             | Paraguay | LP Field, Nashville Toeschouwers: 29.059 Scheidsrechter: José Pineda (HON) |
| 29 maart Vriendschappelijk № 630 «onderlinge duels» 20:00 uur |                  | 18' Óscar Cardozo |          | LP Field, Nashville Toeschouwers: 29.059 Scheidsrechter: José Pineda (HON) |

|                                                             |                                                                            |       |                                      |                                                                                            |
| 25 mei Vriendschappelijk № 631 «onderlinge duels» 20:00 uur | Argentinië                                                                 | 4 – 2 | Paraguay                             | Estadio Centenario, Resistencia Toeschouwers: 24.000 Scheidsrechter: Roberto Silvera (URU) |
| 25 mei Vriendschappelijk № 631 «onderlinge duels» 20:00 uur | Gabriel Hauche 9' Federico Fernández 37' Gabriel Hauche 44' Enzo Pérez 83' |       | 14' Pablo Zeballos 55' Elvis Marecos | Estadio Centenario, Resistencia Toeschouwers: 24.000 Scheidsrechter: Roberto Silvera (URU) |

|                                                             |         |                                          |          |                                                                                                   |
| 4 juni Vriendschappelijk № 632 «onderlinge duels» 20:00 uur | Bolivia | 0 – 2                                    | Paraguay | Estadio Ramón Aguilera Costas, Santa Cruz Toeschouwers: 27.000 Scheidsrechter: Manuel Garay (PER) |
| 4 juni Vriendschappelijk № 632 «onderlinge duels» 20:00 uur |         | 34' Lucas Barrios 73' Federico Santander |          | Estadio Ramón Aguilera Costas, Santa Cruz Toeschouwers: 27.000 Scheidsrechter: Manuel Garay (PER) |

|                                                             |          |       |         |                                                                                         |
| 7 juni Vriendschappelijk № 633 «onderlinge duels» 20:00 uur | Paraguay | 0 – 0 | Bolivia | Estadio Feliciano Cáceres, Luque Toeschouwers: 15.000 Scheidsrechter: Heber Lopes (BRA) |
| 7 juni Vriendschappelijk № 633 «onderlinge duels» 20:00 uur |          |       |         | Estadio Feliciano Cáceres, Luque Toeschouwers: 15.000 Scheidsrechter: Heber Lopes (BRA) |

|                                                              |                                       |       |          |                                                                                                  |
| 12 juni Vriendschappelijk № 634 «onderlinge duels» 19:50 uur | Paraguay                              | 2 – 0 | Roemenië | Estadio Defensores del Chaco, Asunción Toeschouwers: 8.000 Scheidsrechter: Jorge Larrionda (URU) |
| 12 juni Vriendschappelijk № 634 «onderlinge duels» 19:50 uur | Nelson Valdez 2' Roque Santa Cruz 29' |       |          | Estadio Defensores del Chaco, Asunción Toeschouwers: 8.000 Scheidsrechter: Jorge Larrionda (URU) |

|                                                              |          |       |       | |
| 23 juni Vriendschappelijk № 635 «onderlinge duels» 19:00 uur | Paraguay | 0 – 0 | Chili | Estadio Defensores del Chaco, Asunción Toeschouwers: 7.000 Scheidsrechter: Paulo César Oliveira (BRA) |
| 23 juni Vriendschappelijk № 635 «onderlinge duels» 19:00 uur |          |       |       | Estadio Defensores del Chaco, Asunción Toeschouwers: 7.000 Scheidsrechter: Paulo César Oliveira (BRA) |

| Copa América |
| ------------ |

|                                                                |          |       |         |                                                                                               |
| 3 juli Copa América Groep B № 636 «onderlinge duels» 18:30 uur | Paraguay | 0 – 0 | Ecuador | Estadio Estanislao López, Santa Fe Toeschouwers: 20.000 Scheidsrechter: Sergio Pezzotta (ARG) |
| 3 juli Copa América Groep B № 636 «onderlinge duels» 18:30 uur |          |       |         | Estadio Estanislao López, Santa Fe Toeschouwers: 20.000 Scheidsrechter: Sergio Pezzotta (ARG) |

|                                                                |                     |       |                                        |                                                                                                |
| 9 juli Copa América Groep B № 637 «onderlinge duels» 20:00 uur | Brazilië            | 2 – 2 | Paraguay                               | Estadio Mario Alberto Kempes, Córdoba Toeschouwers: 57.000 Scheidsrechter: Wilmar Roldán (COL) |
| 9 juli Copa América Groep B № 637 «onderlinge duels» 20:00 uur | Jadson 39' Fred 90' |       | 55' Roque Santa Cruz 67' Nelson Valdez | Estadio Mario Alberto Kempes, Córdoba Toeschouwers: 57.000 Scheidsrechter: Wilmar Roldán (COL) |

|                                                                 |                                                            |       |                                             |                                                                                                  |
| 13 juli Copa América Groep B № 638 «onderlinge duels» 20:15 uur | Paraguay                                                   | 3 – 3 | Venezuela                                   | Estadio Padre Ernesto Martearena, Salta Toeschouwers: 18.000 Scheidsrechter: Enrique Osses (CHI) |
| 13 juli Copa América Groep B № 638 «onderlinge duels» 20:15 uur | Antolín Alcaraz 33' Lucas Barrios 64' Cristian Riveros 86' |       | 5' José Rondón 90' Miku 90+2' Greddy Perozo | Estadio Padre Ernesto Martearena, Salta Toeschouwers: 18.000 Scheidsrechter: Enrique Osses (CHI) |

|                                                                     |                                      |       |                                                     |                                                                                                 |
| 17 juli Copa América Kwartfinale № 639 «onderlinge duels» 20:00 uur | Brazilië                             | 0 – 0 | Paraguay                                            | Estadio Ciudad de La Plata, La Plata Toeschouwers: 36.000 Scheidsrechter: Sergio Pezzotta (ARG) |
| 17 juli Copa América Kwartfinale № 639 «onderlinge duels» 20:00 uur |                                      |       |                                                     | Estadio Ciudad de La Plata, La Plata Toeschouwers: 36.000 Scheidsrechter: Sergio Pezzotta (ARG) |
| 17 juli Copa América Kwartfinale № 639 «onderlinge duels» 20:00 uur | Strafschoppen                        |       |                                                     | Estadio Ciudad de La Plata, La Plata Toeschouwers: 36.000 Scheidsrechter: Sergio Pezzotta (ARG) |
| 17 juli Copa América Kwartfinale № 639 «onderlinge duels» 20:00 uur | Elano Thiago Silva André Santos Fred | 0 – 2 | Edgar Barreto Marcelo Estigarribia Cristian Riveros | Estadio Ciudad de La Plata, La Plata Toeschouwers: 36.000 Scheidsrechter: Sergio Pezzotta (ARG) |

|                                                                      |                                                                             |       |                                                                   |                                                                                                  |
| 20 juli Copa América Halve finale № 640 «onderlinge duels» 21:45 uur | Paraguay                                                                    | 0 – 0 | Venezuela                                                         | Estadio Malvinas Argentinas, Mendoza Toeschouwers: 15.000 Scheidsrechter: Francisco Chacón (MEX) |
| 20 juli Copa América Halve finale № 640 «onderlinge duels» 21:45 uur |                                                                             |       |                                                                   | Estadio Malvinas Argentinas, Mendoza Toeschouwers: 15.000 Scheidsrechter: Francisco Chacón (MEX) |
| 20 juli Copa América Halve finale № 640 «onderlinge duels» 21:45 uur | Strafschoppen                                                               |       |                                                                   | Estadio Malvinas Argentinas, Mendoza Toeschouwers: 15.000 Scheidsrechter: Francisco Chacón (MEX) |
| 20 juli Copa América Halve finale № 640 «onderlinge duels» 21:45 uur | Néstor Ortigoza Lucas Barrios Cristian Riveros Osvaldo Martínez Darío Verón | 5 – 3 | Giancarlo Maldonado José Manuel Rey Franklin Lucena Nicolás Fedor | Estadio Malvinas Argentinas, Mendoza Toeschouwers: 15.000 Scheidsrechter: Francisco Chacón (MEX) |

|                                                                |                                                   |       |          |                                                                                             |
| 24 juli Copa América Finale № 641 «onderlinge duels» 20:00 uur | Uruguay                                           | 3 – 0 | Paraguay | Estadio Monumental, Buenos Aires Toeschouwers: 57.921 Scheidsrechter: Sálvio Fagundes (BRA) |
| 24 juli Copa América Finale № 641 «onderlinge duels» 20:00 uur | Luis Suárez 12' Diego Forlán 42' Diego Forlán 89' |       |          | Estadio Monumental, Buenos Aires Toeschouwers: 57.921 Scheidsrechter: Sálvio Fagundes (BRA) |

|  |  |  |  |  |  |  |  |  |

|                                                        |        |                                           |          |                                                                                              |
| 2 september Vriendschappelijk № 642 «onderlinge duels» | Panama | 0 – 2                                     | Paraguay | Estadio Rommel Fernández, Panama-Stad Toeschouwers: 11.000 Scheidsrechter: José Pineda (HON) |
| 2 september Vriendschappelijk № 642 «onderlinge duels» |        | 8' (pen.) Óscar Cardozo 11' Robin Ramírez |          | Estadio Rommel Fernández, Panama-Stad Toeschouwers: 11.000 Scheidsrechter: José Pineda (HON) |

|                                                        |          |                                                          |          | |
| 6 september Vriendschappelijk № 643 «onderlinge duels» | Honduras | 0 – 3                                                    | Paraguay | Estadio Olímpico Metropolitano, San Pedro Sula Toeschouwers: 20.000 Scheidsrechter: Joel Aguilar (ESA) |
| 6 september Vriendschappelijk № 643 «onderlinge duels» |          | 31' Nestor Camacho 87' Óscar Cardozo 90+2' Óscar Cardozo |          | Estadio Olímpico Metropolitano, San Pedro Sula Toeschouwers: 20.000 Scheidsrechter: Joel Aguilar (ESA) |

|                                                                |                                       |       |          |                                                                                             |
| 7 oktober Vriendschappelijk № 644 «onderlinge duels» 20:00 uur | Peru                                  | 2 – 0 | Paraguay | Estadio Nacional José Diaz, Lima Toeschouwers: 39.600 Scheidsrechter: Sergio Pezzotta (ARG) |
| 7 oktober Vriendschappelijk № 644 «onderlinge duels» 20:00 uur | Paolo Guerrero 46' Paolo Guerrero 73' |       |          | Estadio Nacional José Diaz, Lima Toeschouwers: 39.600 Scheidsrechter: Sergio Pezzotta (ARG) |

|                                                               |                   |       |                  |                                                                                                 |
| 11 oktober WK-kwalificatie № 645 «onderlinge duels» 20:00 uur | Paraguay          | 1 – 1 | Uruguay          | Estadio Defensores del Chaco, Asunción Toeschouwers: 12.922 Scheidsrechter: Wilson Seneme (BRA) |
| 11 oktober WK-kwalificatie № 645 «onderlinge duels» 20:00 uur | Richard Ortíz 90' |       | 67' Diego Forlán | Estadio Defensores del Chaco, Asunción Toeschouwers: 12.922 Scheidsrechter: Wilson Seneme (BRA) |

|                                                                |                                      |       |                |                                                                                                 |
| 11 november WK-kwalificatie № 646 «onderlinge duels» 19:00 uur | Paraguay                             | 2 – 1 | Ecuador        | Estadio Defensores del Chaco, Asunción Toeschouwers: 11.173 Scheidsrechter: José Buitrago (COL) |
| 11 november WK-kwalificatie № 646 «onderlinge duels» 19:00 uur | Cristian Riveros 47' Darío Verón 57' |       | 90' Joao Rojas | Estadio Defensores del Chaco, Asunción Toeschouwers: 11.173 Scheidsrechter: José Buitrago (COL) |

|                                                                |                                       |       |          |                                                                                   |
| 15 november WK-kwalificatie № 647 «onderlinge duels» 21:00 uur | Chili                                 | 2 – 0 | Paraguay | Estadio Nacional, Santiago Toeschouwers: 44.726 Scheidsrechter: Heber Lopes (BRA) |
| 15 november WK-kwalificatie № 647 «onderlinge duels» 21:00 uur | Pablo Contreras 27' Matías Campos 85' |       |          | Estadio Nacional, Santiago Toeschouwers: 44.726 Scheidsrechter: Heber Lopes (BRA) |

|                                                                  |                                                                    |       |                                           |                                                                                      |
| 21 december Vriendschappelijk № 648 «onderlinge duels» 21:00 uur | Chili                                                              | 3 – 2 | Paraguay                                  | Estadio La Portada, La Serena Toeschouwers: 12.000 Scheidsrechter: Raúl Orozco (BOL) |
| 21 december Vriendschappelijk № 648 «onderlinge duels» 21:00 uur | Sebastián Pinto 19' Sebastián Pinto 62' (pen.) Sebastián Pinto 74' |       | 51' (pen.) Edgar Benítez 56' Julio Manzur | Estadio La Portada, La Serena Toeschouwers: 12.000 Scheidsrechter: Raúl Orozco (BOL) |

### 2012
|                                                                  |                                            |       |       |                                                                                            |
| 15 februari Vriendschappelijk № 649 «onderlinge duels» 19:30 uur | Paraguay                                   | 2 – 0 | Chili | Estadio Feliciano Cáceres, Luque Toeschouwers: 15.000 Scheidsrechter: Leandro Vuaden (BRA) |
| 15 februari Vriendschappelijk № 649 «onderlinge duels» 19:30 uur | Edgar Benítez 45' (pen.) José Ortigoza 72' |       |       | Estadio Feliciano Cáceres, Luque Toeschouwers: 15.000 Scheidsrechter: Leandro Vuaden (BRA) |

|                                                                  |                                    |       |                 |                                                                                             |
| 22 februari Vriendschappelijk № 650 «onderlinge duels» 19:30 uur | Paraguay                           | 2 – 1 | Guatemala       | Estadio Feliciano Cáceres, Luque Toeschouwers: 7.000 Scheidsrechter: Patricio Loustau (ARG) |
| 22 februari Vriendschappelijk № 650 «onderlinge duels» 19:30 uur | Edgar Benítez 34' Ariel Bogado 70' |       | 81' Carlos Ruíz | Estadio Feliciano Cáceres, Luque Toeschouwers: 7.000 Scheidsrechter: Patricio Loustau (ARG) |

|                                                                  |                      |       |        |                                                                                     |
| 29 februari Vriendschappelijk № 651 «onderlinge duels» 19:30 uur | Paraguay             | 1 – 0 | Panama | Estadio La Olla, Asunción Toeschouwers: 10.000 Scheidsrechter: Patricio Polic (CHI) |
| 29 februari Vriendschappelijk № 651 «onderlinge duels» 19:30 uur | Jonathan Santana 88' |       |        | Estadio La Olla, Asunción Toeschouwers: 10.000 Scheidsrechter: Patricio Polic (CHI) |

|                                                               |           |                      |          |                                                                                             |
| 25 april Vriendschappelijk № 652 «onderlinge duels» 19:30 uur | Guatemala | 0 – 1                | Paraguay | Estadio Mateo Flores, Guatemala-Stad Toeschouwers: 8.000 Scheidsrechter: Marlon Mejia (ESA) |
| 25 april Vriendschappelijk № 652 «onderlinge duels» 19:30 uur |           | 6' Ricardo Mazacotte |          | Estadio Mateo Flores, Guatemala-Stad Toeschouwers: 8.000 Scheidsrechter: Marlon Mejia (ESA) |

|                                                           |                                                      |       |                      |                                                                                           |
| 9 juni WK-kwalificatie № 653 «onderlinge duels» 21:00 uur | Bolivia                                              | 3 – 1 | Paraguay             | Estadio Hernando Siles, La Paz Toeschouwers: 17.320 Scheidsrechter: Roberto Silvera (URU) |
| 9 juni WK-kwalificatie № 653 «onderlinge duels» 21:00 uur | Alcides Peña 10' Pablo Escobar 70' Pablo Escobar 80' |       | 83' Cristian Riveros | Estadio Hernando Siles, La Paz Toeschouwers: 17.320 Scheidsrechter: Roberto Silvera (URU) |

|                                                                  |                                                       |       |                                                              |                                                                                          |
| 15 augustus Vriendschappelijk № 654 «onderlinge duels» 20:10 uur | Paraguay                                              | 3 – 3 | Guatemala                                                    | RFK Stadium, Washington D.C. Toeschouwers: 18.000 Scheidsrechter: Baldomero Toledo (USA) |
| 15 augustus Vriendschappelijk № 654 «onderlinge duels» 20:10 uur | Óscar Cardozo 1' Jonathan Fabbro 53' Hernán Pérez 63' |       | 8' (pen.) Marco Pappa 29' Manuel León 84' (pen.) Carlos Ruíz | RFK Stadium, Washington D.C. Toeschouwers: 18.000 Scheidsrechter: Baldomero Toledo (USA) |

|                                                                |                                                        |       |                            |                                                                                                |
| 7 september WK-kwalificatie № 655 «onderlinge duels» 20:10 uur | Argentinië                                             | 3 – 1 | Paraguay                   | Estadio Mario Alberto Kempes, Córdoba Toeschouwers: 51.000 Scheidsrechter: Wilson Seneme (BRA) |
| 7 september WK-kwalificatie № 655 «onderlinge duels» 20:10 uur | Ángel Di María 3' Gonzalo Higuaín 31' Lionel Messi 64' |       | 18' (pen.) Jonathan Fabbro | Estadio Mario Alberto Kempes, Córdoba Toeschouwers: 51.000 Scheidsrechter: Wilson Seneme (BRA) |

|                                                                 |          |                                 |           |                                                                                                 |
| 11 september WK-kwalificatie № 656 «onderlinge duels» 20:25 uur | Paraguay | 0 – 2                           | Venezuela | Estadio Defensores del Chaco, Asunción Toeschouwers: 34.703 Scheidsrechter: Enrique Osses (CHI) |
| 11 september WK-kwalificatie № 656 «onderlinge duels» 20:25 uur |          | 45' José Rondón 68' José Rondón |           | Estadio Defensores del Chaco, Asunción Toeschouwers: 34.703 Scheidsrechter: Enrique Osses (CHI) |

|                                                               |                                       |       |          |                                                                                                |
| 12 oktober WK-kwalificatie № 657 «onderlinge duels» 21:30 uur | Colombia                              | 2 – 0 | Paraguay | Estadio Metropolitano, Barranquilla Toeschouwers: 45.000 Scheidsrechter: Sergio Pezzotta (ARG) |
| 12 oktober WK-kwalificatie № 657 «onderlinge duels» 21:30 uur | Radamel Falcao 52' Radamel Falcao 89' |       |          | Estadio Metropolitano, Barranquilla Toeschouwers: 45.000 Scheidsrechter: Sergio Pezzotta (ARG) |

|                                                               |                   |       |      |                                                                                                |
| 17 oktober WK-kwalificatie № 658 «onderlinge duels» 20:00 uur | Paraguay          | 1 – 0 | Peru | Estadio Defensores del Chaco, Asunción Toeschouwers: 10.114 Scheidsrechter: Pablo Lunati (ARG) |
| 17 oktober WK-kwalificatie № 658 «onderlinge duels» 20:00 uur | Pablo Aguilar 52' |       |      | Estadio Defensores del Chaco, Asunción Toeschouwers: 10.114 Scheidsrechter: Pablo Lunati (ARG) |

|                                                                  |                                                          |       |                 |                                                                                            |
| 15 november Vriendschappelijk № 659 «onderlinge duels» 19:30 uur | Paraguay                                                 | 3 – 1 | Guatemala       | Estadio Feliciano Cáceres, Luque Toeschouwers: 7.300 Scheidsrechter: Péricles Cortez (BRA) |
| 15 november Vriendschappelijk № 659 «onderlinge duels» 19:30 uur | Luis Caballero 37' Pablo Aguilar 59' Pablo Aguilar 90+1' |       | 87' Minor López | Estadio Feliciano Cáceres, Luque Toeschouwers: 7.300 Scheidsrechter: Péricles Cortez (BRA) |

### 2013
|                                                                 |                                                       |       |             |                                                                                               |
| 6 februari Vriendschappelijk № 660 «onderlinge duels» 19:30 uur | Paraguay                                              | 3 – 0 | El Salvador | Estadio Dr. Nicolás Léoz, La Huerta Toeschouwers: 4.099 Scheidsrechter: Ricardo Marques (BRA) |
| 6 februari Vriendschappelijk № 660 «onderlinge duels» 19:30 uur | Pablo Aguilar 36' Richard Ortiz 56' Richard Ortiz 62' |       |             | Estadio Dr. Nicolás Léoz, La Huerta Toeschouwers: 4.099 Scheidsrechter: Ricardo Marques (BRA) |

|                                                             |                 |       |                   |                                                                                         |
| 22 maart WK-kwalificatie № 661 «onderlinge duels» 20:00 uur | Uruguay         | 1 – 1 | Paraguay          | Estadio Centenario, Montevideo Toeschouwers: 32.000 Scheidsrechter: Wilmar Roldán (COL) |
| 22 maart WK-kwalificatie № 661 «onderlinge duels» 20:00 uur | Luis Suárez 82' |       | 86' Edgar Benítez | Estadio Centenario, Montevideo Toeschouwers: 32.000 Scheidsrechter: Wilmar Roldán (COL) |

|                                                             |                                                                                     |       |                    |                                                                                           |
| 26 maart WK-kwalificatie № 662 «onderlinge duels» 21:00 uur | Ecuador                                                                             | 4 – 1 | Paraguay           | Estádio Olímpico Atahualpa, Quito Toeschouwers: 33.048 Scheidsrechter: Sandro Ricci (BRA) |
| 26 maart WK-kwalificatie № 662 «onderlinge duels» 21:00 uur | Felipe Caicedo 38' Jefferson Montero 50' Cristian Benítez 54' Jefferson Montero 75' |       | 15' Luis Caballero | Estádio Olímpico Atahualpa, Quito Toeschouwers: 33.048 Scheidsrechter: Sandro Ricci (BRA) |

|                                                           |                      |       |                                     |                                                                                                  |
| 7 juni WK-kwalificatie № 663 «onderlinge duels» 20:00 uur | Paraguay             | 1 – 2 | Chili                               | Estadio Defensores del Chaco, Asunción Toeschouwers: 30.000 Scheidsrechter: Leandro Vuaden (BRA) |
| 7 juni WK-kwalificatie № 663 «onderlinge duels» 20:00 uur | Roque Santa Cruz 88' |       | 41' Eduardo Vargas 54' Arturo Vidal | Estadio Defensores del Chaco, Asunción Toeschouwers: 30.000 Scheidsrechter: Leandro Vuaden (BRA) |

|                                                                  |                                                      |       |                                                      |                                                                                            |
| 14 augustus Vriendschappelijk № 664 «onderlinge duels» 20:45 uur | Duitsland                                            | 3 – 3 | Paraguay                                             | Fritz Walter Stadion, Kaiserslautern Toeschouwers: 47.522 Scheidsrechter: Ivan Bebek (CRO) |
| 14 augustus Vriendschappelijk № 664 «onderlinge duels» 20:45 uur | İlkay Gündoğan 18' Thomas Müller 31' Lars Bender 75' |       | 9' Ariel Núñez 13' Wilson Pittoni 45' Miguel Samudio | Fritz Walter Stadion, Kaiserslautern Toeschouwers: 47.522 Scheidsrechter: Ivan Bebek (CRO) |

|                                                                |                                                                              |       |         |                                                                                                   |
| 6 september WK-kwalificatie № 665 «onderlinge duels» 18:30 uur | Paraguay                                                                     | 4 – 0 | Bolivia | Estadio Defensores del Chaco, Asunción Toeschouwers: 10.000 Scheidsrechter: Victor Carrillo (PER) |
| 6 september WK-kwalificatie № 665 «onderlinge duels» 18:30 uur | Jonathan Fabbro 15' Roque Santa Cruz 46' Richard Ortiz 79' Gustavo Gómez 83' |       |         | Estadio Defensores del Chaco, Asunción Toeschouwers: 10.000 Scheidsrechter: Victor Carrillo (PER) |

|                                                                 |                                      |       | |                                                                                                 |
| 11 september WK-kwalificatie № 666 «onderlinge duels» 20:40 uur | Paraguay                             | 2 – 5 | Argentinië                                                                                           | Estadio Defensores del Chaco, Asunción Toeschouwers: 27.000 Scheidsrechter: Enrique Osses (CHI) |
| 11 september WK-kwalificatie № 666 «onderlinge duels» 20:40 uur | Ariel Núñez 16' Roque Santa Cruz 85' |       | 11' (pen.) Lionel Messi 31' Kun Agüero 49' Ángel Di María 52' (pen.) Lionel Messi 89' Maxi Rodriguez | Estadio Defensores del Chaco, Asunción Toeschouwers: 27.000 Scheidsrechter: Enrique Osses (CHI) |

|                                                               |                 |       |                   |                                                                                                 |
| 11 oktober WK-kwalificatie № 667 «onderlinge duels» 21:00 uur | Venezuela       | 1 – 1 | Paraguay          | Estadio Polideportivo, San Cristóbal Toeschouwers: 40.000 Scheidsrechter: Victor Carrillo (PER) |
| 11 oktober WK-kwalificatie № 667 «onderlinge duels» 21:00 uur | Luis Seijas 83' |       | 28' Edgar Benítez | Estadio Polideportivo, San Cristóbal Toeschouwers: 40.000 Scheidsrechter: Victor Carrillo (PER) |

|                                                               |                     |       |                                 |                                                                                              |
| 15 oktober WK-kwalificatie № 668 «onderlinge duels» 20:30 uur | Paraguay            | 1 – 2 | Colombia                        | Estadio Defensores del Chaco, Asunción Toeschouwers: 20.000 Scheidsrechter: Diego Abal (ARG) |
| 15 oktober WK-kwalificatie № 668 «onderlinge duels» 20:30 uur | Jorge Luis Rojas 6' |       | 38' Mario Yepes 55' Mario Yepes | Estadio Defensores del Chaco, Asunción Toeschouwers: 20.000 Scheidsrechter: Diego Abal (ARG) |

### 2014
|                                                              |                                      |       |                   |                                                                                        |
| 5 maart Vriendschappelijk № 669 «onderlinge duels» 21:00 uur | Costa Rica                           | 2 – 1 | Paraguay          | Estadio Nacional, San José Toeschouwers: 10.000 Scheidsrechter: Alejandro Castro (ARG) |
| 5 maart Vriendschappelijk № 669 «onderlinge duels» 21:00 uur | Joel Campbell 45' Álvaro Saborio 73' |       | 87' Gustavo Gómez | Estadio Nacional, San José Toeschouwers: 10.000 Scheidsrechter: Alejandro Castro (ARG) |

|                                                             |                         |       |                                      |                                                                                          |
| 29 mei Vriendschappelijk № 670 «onderlinge duels» 19:00 uur | Kameroen                | 1 – 2 | Paraguay                             | Kufstein Arena, Kufstein Toeschouwers: 2.000 Scheidsrechter: Manuel Schuttengruber (AUT) |
| 29 mei Vriendschappelijk № 670 «onderlinge duels» 19:00 uur | Maxim Choupo-Moting 74' |       | 3' Óscar Romero 68' Roque Santa Cruz | Kufstein Arena, Kufstein Toeschouwers: 2.000 Scheidsrechter: Manuel Schuttengruber (AUT) |

|                                                             |                       |       |                    |                                                                                    |
| 1 juni Vriendschappelijk № 671 «onderlinge duels» 21:00 uur | Frankrijk             | 1 – 1 | Paraguay           | Allianz Riviera, Nice Toeschouwers: 35.200 Scheidsrechter: Carlos Clos Gómez (ESP) |
| 1 juni Vriendschappelijk № 671 «onderlinge duels» 21:00 uur | Antoine Griezmann 82' |       | 89' Víctor Cáceres | Allianz Riviera, Nice Toeschouwers: 35.200 Scheidsrechter: Carlos Clos Gómez (ESP) |

|                                                                  |          |       |        |                                                                                   |
| 7 september Vriendschappelijk № 672 «onderlinge duels» 20:00 uur | Paraguay | 0 – 0 | V.A.E. | Stadion Villach, Villach Toeschouwers: 1.000 Scheidsrechter: Harald Lechner (AUT) |
| 7 september Vriendschappelijk № 672 «onderlinge duels» 20:00 uur |          |       |        | Stadion Villach, Villach Toeschouwers: 1.000 Scheidsrechter: Harald Lechner (AUT) |

|                                                                 |                                 |       |          |                                                                                                 |
| 10 oktober Vriendschappelijk № 673 «onderlinge duels» 20:00 uur | Zuid-Korea                      | 2 – 0 | Paraguay | Cheonan Baekseok Stadion, Cheonan Toeschouwers: 25.156 Scheidsrechter: Valentin Kovalenko (UZB) |
| 10 oktober Vriendschappelijk № 673 «onderlinge duels» 20:00 uur | Kim Min-Woo 27' Nam Tae-Hee 32' |       |          | Cheonan Baekseok Stadion, Cheonan Toeschouwers: 25.156 Scheidsrechter: Valentin Kovalenko (UZB) |

|                                                                 |                                |       |                     |                                                                                  |
| 14 oktober Vriendschappelijk № 674 «onderlinge duels» 20:00 uur | China                          | 2 – 1 | Paraguay            | Helong Stadion, Changsha Toeschouwers: 30.000 Scheidsrechter: Ko Hyung-jin (KOR) |
| 14 oktober Vriendschappelijk № 674 «onderlinge duels» 20:00 uur | Zhi Zheng 9' (pen.) Lei Wu 18' |       | 82' Néstor Ortigoza | Helong Stadion, Changsha Toeschouwers: 30.000 Scheidsrechter: Ko Hyung-jin (KOR) |

|                                                        |                                             |       |                    |                                                                                             |
| 14 november Vriendschappelijk № 675 «onderlinge duels» | Paraguay                                    | 2 – 1 | Peru               | Estadio Feliciano Cáceres, Luque Toeschouwers: 18.000 Scheidsrechter: Ricardo Marques (BRA) |
| 14 november Vriendschappelijk № 675 «onderlinge duels» | Ángel Romero 72' Derlis González 90' (pen.) |       | 74' Paolo Guerrero | Estadio Feliciano Cáceres, Luque Toeschouwers: 18.000 Scheidsrechter: Ricardo Marques (BRA) |

|                                                        |                                     |       |                      |                                                                                           |
| 18 november Vriendschappelijk № 676 «onderlinge duels» | Peru                                | 2 – 1 | Paraguay             | Estadio Nacional José Diaz, Lima Toeschouwers: 34.000 Scheidsrechter: Wilmar Roldán (COL) |
| 18 november Vriendschappelijk № 676 «onderlinge duels» | Carlos Ascues 74' Carlos Ascues 82' |       | 43' Roque Santa Cruz | Estadio Nacional José Diaz, Lima Toeschouwers: 34.000 Scheidsrechter: Wilmar Roldán (COL) |

### 2015
|                                                     |            |       |          |                                                                                  |
| 26 maart Vriendschappelijk № 677 «onderlinge duels» | Costa Rica | 0 – 0 | Paraguay | Estadio Nacional, San José Toeschouwers: 31.000 Scheidsrechter: John Pitti (PAN) |
| 26 maart Vriendschappelijk № 677 «onderlinge duels» |            |       |          | Estadio Nacional, San José Toeschouwers: 31.000 Scheidsrechter: John Pitti (PAN) |

|                                                     |                    |       |          |                                                                                        |
| 31 maart Vriendschappelijk № 678 «onderlinge duels» | Mexico             | 1 – 0 | Paraguay | Arrowhead Stadium, Kansas City Toeschouwers: 35.000 Scheidsrechter: Walter López (GUA) |
| 31 maart Vriendschappelijk № 678 «onderlinge duels» | Eduardo Herrera 3' |       |          | Arrowhead Stadium, Kansas City Toeschouwers: 35.000 Scheidsrechter: Walter López (GUA) |

|                                                   |                                           |       |                                               |                                                                                                 |
| 6 juni Vriendschappelijk № 679 «onderlinge duels» | Paraguay                                  | 2 – 2 | Honduras                                      | Estadio Defensores del Chaco, Asuncion Toeschouwers: 9.500 Scheidsrechter: Fernando Falce (URU) |
| 6 juni Vriendschappelijk № 679 «onderlinge duels» | Roque Santa Cruz 20' Roque Santa Cruz 56' |       | 8' (e.d.) Roque Santa Cruz 23' Román Castillo | Estadio Defensores del Chaco, Asuncion Toeschouwers: 9.500 Scheidsrechter: Fernando Falce (URU) |

| Copa América 2015 |
| ----------------- |

|                                                                 |                                           |       |                                     |                                                                                        |
| 13 juni Copa América Groep B № 680 «onderlinge duels» 18:30 uur | Argentinië                                | 2 – 2 | Paraguay                            | Estadio La Portada, La Serena Toeschouwers: 16.281 Scheidsrechter: Wilmar Roldán (COL) |
| 13 juni Copa América Groep B № 680 «onderlinge duels» 18:30 uur | Sergio Agüero 29' Lionel Messi 36' (pen.) |       | 60' Nelson Valdez 90' Lucas Barrios | Estadio La Portada, La Serena Toeschouwers: 16.281 Scheidsrechter: Wilmar Roldán (COL) |

|                                                                 |                   |       |         | |
| 16 juni Copa América Groep B № 681 «onderlinge duels» 18:00 uur | Paraguay          | 1 – 0 | Jamaica | Estadio Regional de Antofagasta, Antofagasta Toeschouwers: 6.099 Scheidsrechter: Carlos Vera (ECU) |
| 16 juni Copa América Groep B № 681 «onderlinge duels» 18:00 uur | Édgar Benítez 35' |       |         | Estadio Regional de Antofagasta, Antofagasta Toeschouwers: 6.099 Scheidsrechter: Carlos Vera (ECU) |

|                                                                 |                        |       |                   |                                                                                                |
| 20 juni Copa América Groep B № 682 «onderlinge duels» 16:00 uur | Uruguay                | 1 – 1 | Paraguay          | Estadio La Portada, La Serena Toeschouwers: 16.021 Scheidsrechter: Roberto García Orozco (MEX) |
| 20 juni Copa América Groep B № 682 «onderlinge duels» 16:00 uur | José María Giménez 29' |       | 44' Lucas Barrios | Estadio La Portada, La Serena Toeschouwers: 16.021 Scheidsrechter: Roberto García Orozco (MEX) |

|                                                                     |                                                                     |       |                                                                                 | |
| 27 juni Copa América Kwartfinale № 683 «onderlinge duels» 20:30 uur | Brazilië                                                            | 1 – 1 | Paraguay                                                                        | Estadio Municipal de Concepción, Concepción Toeschouwers: 29.276 Scheidsrechter: Andrés Cunha (URU) |
| 27 juni Copa América Kwartfinale № 683 «onderlinge duels» 20:30 uur | Robinho 15'                                                         |       | 71' (pen.) Derlis González                                                      | Estadio Municipal de Concepción, Concepción Toeschouwers: 29.276 Scheidsrechter: Andrés Cunha (URU) |
| 27 juni Copa América Kwartfinale № 683 «onderlinge duels» 20:30 uur | Strafschoppen                                                       |       |                                                                                 | Estadio Municipal de Concepción, Concepción Toeschouwers: 29.276 Scheidsrechter: Andrés Cunha (URU) |
| 27 juni Copa América Kwartfinale № 683 «onderlinge duels» 20:30 uur | Fernandinho Everton Ribeiro Miranda Douglas Costa Philippe Coutinho | 3 – 4 | Osvaldo Martínez Víctor Cáceres Raúl Bobadilla Roque Santa Cruz Derlis González | Estadio Municipal de Concepción, Concepción Toeschouwers: 29.276 Scheidsrechter: Andrés Cunha (URU) |

|                                                                      | |       |                   | |
| 30 juni Copa América Halve finale № 684 «onderlinge duels» 20:30 uur | Argentinië                                                                                                  | 6 – 1 | Paraguay          | Estadio Municipal de Concepción, Concepción Toeschouwers: 29.205 Scheidsrechter: Sandro Ricci (BRA) |
| 30 juni Copa América Halve finale № 684 «onderlinge duels» 20:30 uur | Marcos Rojo 15' Javier Pastore 27' Ángel Di María 47' Ángel Di María 53' Kun Agüero 80' Gonzalo Higuaín 83' |       | 43' Lucas Barrios | Estadio Municipal de Concepción, Concepción Toeschouwers: 29.205 Scheidsrechter: Sandro Ricci (BRA) |

|                                                                     |                                       |       |          | |
| 3 juli Copa América Troostfinale № 685 «onderlinge duels» 20:30 uur | Peru                                  | 2 – 0 | Paraguay | Estadio Municipal de Concepción, Concepción Toeschouwers: 29.143 Scheidsrechter: Raúl Orosco (BOL) |
| 3 juli Copa América Troostfinale № 685 «onderlinge duels» 20:30 uur | André Carrillo 48' Paolo Guerrero 89' |       |          | Estadio Municipal de Concepción, Concepción Toeschouwers: 29.143 Scheidsrechter: Raúl Orosco (BOL) |

|  |  |  |  |  |  |  |  |  |

|                                                        |                                                             |       |                                       |                                                                                      |
| 5 september Vriendschappelijk № 686 «onderlinge duels» | Chili                                                       | 3 – 2 | Paraguay                              | Estadio Nacional, Santiago Toeschouwers: 42.687 Scheidsrechter: Mauro Vigliano (ARG) |
| 5 september Vriendschappelijk № 686 «onderlinge duels» | Felipe Gutiérrez 8' Felipe Gutiérrez 64' Alexis Sánchez 82' |       | 51' Jonathan Fabbro 53' Jorge Benítez | Estadio Nacional, Santiago Toeschouwers: 42.687 Scheidsrechter: Mauro Vigliano (ARG) |

|                                                         |           |                     |          |                                                                                               |
| 8 oktober Kwalificatie WK 2018 № 687 «onderlinge duels» | Venezuela | 0 – 1               | Paraguay | Estadio Cachamay, Ciudad Guayana Toeschouwers: 36.000 Scheidsrechter: Hernando Buitrago (COL) |
| 8 oktober Kwalificatie WK 2018 № 687 «onderlinge duels» |           | 85' Derlis González |          | Estadio Cachamay, Ciudad Guayana Toeschouwers: 36.000 Scheidsrechter: Hernando Buitrago (COL) |

|                                                          |          |       |            |                                                                                                |
| 13 oktober Kwalificatie WK 2018 № 688 «onderlinge duels» | Paraguay | 0 – 0 | Argentinië | Estadio Defensores del Chaco, Asuncion Toeschouwers: 27.500 Scheidsrechter: Andrés Cunha (URU) |
| 13 oktober Kwalificatie WK 2018 № 688 «onderlinge duels» |          |       |            | Estadio Defensores del Chaco, Asuncion Toeschouwers: 27.500 Scheidsrechter: Andrés Cunha (URU) |

|                                                                     |                      |       |          |                                                                                  |
| 13 november Kwalificatie WK 2018 № 689 «onderlinge duels» 21:15 uur | Peru                 | 1 – 0 | Paraguay | Estadio Nacional, Lima Toeschouwers: 45.000 Scheidsrechter: Julio Bascuñán (CHI) |
| 13 november Kwalificatie WK 2018 № 689 «onderlinge duels» 21:15 uur | Jefferson Farfán 20' |       |          | Estadio Nacional, Lima Toeschouwers: 45.000 Scheidsrechter: Julio Bascuñán (CHI) |

|                                                                     |                                     |       |                 |                                                                                               |
| 17 november Kwalificatie WK 2018 № 690 «onderlinge duels» 20:00 uur | Paraguay                            | 2 – 1 | Bolivia         | Estadio Defensores del Chaco, Asuncion Toeschouwers: 20.000 Scheidsrechter: José Argote (VEN) |
| 17 november Kwalificatie WK 2018 № 690 «onderlinge duels» 20:00 uur | Dario Lezcano 62' Lucas Barrios 65' |       | 59' Yasmani Duk | Estadio Defensores del Chaco, Asuncion Toeschouwers: 20.000 Scheidsrechter: José Argote (VEN) |

### 2016
|                                                                  |                                     |       |                                     |                                                                                               |
| 24 maart Kwalificatie WK 2018 № 691 «onderlinge duels» 16:00 uur | Ecuador                             | 2 – 2 | Paraguay                            | Estadio Olímpico Atahualpa, Quito Toeschouwers: 33.000 Scheidsrechter: Daniel Fedorczuk (URU) |
| 24 maart Kwalificatie WK 2018 № 691 «onderlinge duels» 16:00 uur | Enner Valencia 20' Ángel Mena 90+2' |       | 38' Dario Lezcano 59' Dario Lezcano | Estadio Olímpico Atahualpa, Quito Toeschouwers: 33.000 Scheidsrechter: Daniel Fedorczuk (URU) |

|                                                                  |                                     |       |                                         |                                                                                                 |
| 29 maart Kwalificatie WK 2018 № 692 «onderlinge duels» 20:45 uur | Paraguay                            | 2 – 2 | Brazilië                                | Estadio Defensores del Chaco, Asuncion Toeschouwers: 35.000 Scheidsrechter: Wilmar Roldán (COL) |
| 29 maart Kwalificatie WK 2018 № 692 «onderlinge duels» 20:45 uur | Dario Lezcano 40' Édgar Benítez 49' |       | 79' Ricardo Oliveira 90+2' Daniel Alves | Estadio Defensores del Chaco, Asuncion Toeschouwers: 35.000 Scheidsrechter: Wilmar Roldán (COL) |

|                                                             |                     |       |          |                                                                                  |
| 28 mei Vriendschappelijk № 693 «onderlinge duels» 18:00 uur | Mexico              | 1 – 0 | Paraguay | Georgia Dome, Atlanta Toeschouwers: 63.049 Scheidsrechter: Edvin Jurisevic (USA) |
| 28 mei Vriendschappelijk № 693 «onderlinge duels» 18:00 uur | Andrés Guardado 32' |       |          | Georgia Dome, Atlanta Toeschouwers: 63.049 Scheidsrechter: Edvin Jurisevic (USA) |

| Copa América Centenario |
| ----------------------- |

|                                                                |            |       |          |                                                                                  |
| 4 juni Copa América Groep A № 694 «onderlinge duels» 17:00 uur | Costa Rica | 0 – 0 | Paraguay | Citrus Bowl, Orlando Toeschouwers: 14.334 Scheidsrechter: Patricio Loustau (ARG) |
| 4 juni Copa América Groep A № 694 «onderlinge duels» 17:00 uur |            |       |          | Citrus Bowl, Orlando Toeschouwers: 14.334 Scheidsrechter: Patricio Loustau (ARG) |

|                                                                |                                      |       |                  |                                                                            |
| 7 juni Copa América Groep A № 695 «onderlinge duels» 22:30 uur | Colombia                             | 2 – 1 | Paraguay         | Rose Bowl, Pasadena Toeschouwers: 42.766 Scheidsrechter: Héber Lopes (BRA) |
| 7 juni Copa América Groep A № 695 «onderlinge duels» 22:30 uur | Carlos Bacca 12' James Rodríguez 30' |       | 71' Víctor Ayala | Rose Bowl, Pasadena Toeschouwers: 42.766 Scheidsrechter: Héber Lopes (BRA) |

|                                                                 |                   |       |          |                                                                                                 |
| 11 juni Copa América Groep A № 696 «onderlinge duels» 19:00 uur | Verenigde Staten  | 1 – 0 | Paraguay | Lincoln Financial Field, Philadelphia Toeschouwers: 51.041 Scheidsrechter: Julio Bascuñán (CHI) |
| 11 juni Copa América Groep A № 696 «onderlinge duels» 19:00 uur | Clint Dempsey 27' |       |          | Lincoln Financial Field, Philadelphia Toeschouwers: 51.041 Scheidsrechter: Julio Bascuñán (CHI) |

|  |  |  |  |  |  |  |  |  |

|                                                                     |                                   |       |                  |                                                                                                 |
| 1 september Kwalificatie WK 2018 № 697 «onderlinge duels» 20:00 uur | Paraguay                          | 2 – 1 | Chili            | Estadio Defensores del Chaco, Asuncion Toeschouwers: 35.000 Scheidsrechter: Néstor Pitana (ARG) |
| 1 september Kwalificatie WK 2018 № 697 «onderlinge duels» 20:00 uur | Óscar Romero 6' Paulo da Silva 9' |       | 37' Arturo Vidal | Estadio Defensores del Chaco, Asuncion Toeschouwers: 35.000 Scheidsrechter: Néstor Pitana (ARG) |

|                                                                     |                                                                                       |       |          |                                                                                          |
| 6 september Kwalificatie WK 2018 № 698 «onderlinge duels» 20:00 uur | Uruguay                                                                               | 4 – 0 | Paraguay | Estadio Centenario, Montevideo Toeschouwers: 40.000 Scheidsrechter: Wilton Pereira (BRA) |
| 6 september Kwalificatie WK 2018 № 698 «onderlinge duels» 20:00 uur | Edinson Cavani 18' Cristian Rodríguez 42' Luis Suárez 45+1' (pen.) Edinson Cavani 54' |       |          | Estadio Centenario, Montevideo Toeschouwers: 40.000 Scheidsrechter: Wilton Pereira (BRA) |

|                                                                   |          |                   |          |                                                                                                  |
| 6 oktober Kwalificatie WK 2018 № 699 «onderlinge duels» 20:45 uur | Paraguay | 0 – 1             | Colombia | Estadio Defensores del Chaco, Asuncion Toeschouwers: 35.000 Scheidsrechter: Julio Bascuñán (CHI) |
| 6 oktober Kwalificatie WK 2018 № 699 «onderlinge duels» 20:45 uur |          | 90' Edwin Cardona |          | Estadio Defensores del Chaco, Asuncion Toeschouwers: 35.000 Scheidsrechter: Julio Bascuñán (CHI) |

|                                                                    |            |                     |          |                                                                                                   |
| 11 oktober Kwalificatie WK 2018 № 700 «onderlinge duels» 20:30 uur | Argentinië | 0 – 1               | Paraguay | Estadio Mario Alberto Kempes, Córdoba Toeschouwers: 51.203 Scheidsrechter: Daniel Fedorczuk (URU) |
| 11 oktober Kwalificatie WK 2018 № 700 «onderlinge duels» 20:30 uur |            | 18' Derlis González |          | Estadio Mario Alberto Kempes, Córdoba Toeschouwers: 51.203 Scheidsrechter: Daniel Fedorczuk (URU) |

|                                                                     |                      |       |                                                                                    | |
| 10 november Kwalificatie WK 2018 № 701 «onderlinge duels» 20:30 uur | Paraguay             | 1 – 4 | Peru                                                                               | Estadio Defensores del Chaco, Asuncion Toeschouwers: 30.000 Scheidsrechter: Patricio Loustau (ARG) |
| 10 november Kwalificatie WK 2018 № 701 «onderlinge duels» 20:30 uur | Cristian Riveros 10' |       | 49' Christian Ramos 71' Édison Flores 79' Christian Cueva 84' (e.d.) Edgar Benítez | Estadio Defensores del Chaco, Asuncion Toeschouwers: 30.000 Scheidsrechter: Patricio Loustau (ARG) |

|                                                                     |                          |       |          |                                                                                            |
| 15 november Kwalificatie WK 2018 № 702 «onderlinge duels» 20:30 uur | Bolivia                  | 1 – 0 | Paraguay | Estadio Hernando Siles, La Paz Toeschouwers: 21.000 Scheidsrechter: Daniel Fedorczuk (URU) |
| 15 november Kwalificatie WK 2018 № 702 «onderlinge duels» 20:30 uur | Gustavo Gómez 78' (e.d.) |       |          | Estadio Hernando Siles, La Paz Toeschouwers: 21.000 Scheidsrechter: Daniel Fedorczuk (URU) |

### 2017
|                                                                  |                                    |       |                           |                                                                                               |
| 23 maart Kwalificatie WK 2018 № 703 «onderlinge duels» 20:00 uur | Paraguay                           | 2 – 1 | Ecuador                   | Estadio Defensores del Chaco, Asuncion Toeschouwers: 20.000 Scheidsrechter: José Argote (VEN) |
| 23 maart Kwalificatie WK 2018 № 703 «onderlinge duels» 20:00 uur | Bruno Valdez 12' Junior Alonso 65' |       | 70' (pen.) Felipe Caicedo | Estadio Defensores del Chaco, Asuncion Toeschouwers: 20.000 Scheidsrechter: José Argote (VEN) |

|                                                                  |                                              |       |          |                                                                                         |
| 28 maart Kwalificatie WK 2018 № 704 «onderlinge duels» 21:45 uur | Brazilië                                     | 3 – 0 | Paraguay | Arena Corinthians, São Paulo Toeschouwers: 44.378 Scheidsrechter: Víctor Carrillo (PER) |
| 28 maart Kwalificatie WK 2018 № 704 «onderlinge duels» 21:45 uur | Philippe Coutinho 34' Neymar 64' Marcelo 86' |       |          | Arena Corinthians, São Paulo Toeschouwers: 44.378 Scheidsrechter: Víctor Carrillo (PER) |

|                                                             |                                                                                                  |       |          |                                                                                   |
| 2 juni Vriendschappelijk № 705 «onderlinge duels» 21:00 uur | Frankrijk                                                                                        | 5 – 0 | Paraguay | Roazhon Park, Rennes Toeschouwers: 28.256 Scheidsrechter: Artur Soares Dias (POR) |
| 2 juni Vriendschappelijk № 705 «onderlinge duels» 21:00 uur | Olivier Giroud 6' Olivier Giroud 13' Olivier Giroud 69' Moussa Sissoko 76' Antoine Griezmann 77' |       |          | Roazhon Park, Rennes Toeschouwers: 28.256 Scheidsrechter: Artur Soares Dias (POR) |

|                                                             |                    |       |          |                                                                                   |
| 7 juni Vriendschappelijk № 706 «onderlinge duels» 15:00 uur | Peru               | 1 – 0 | Paraguay | Estadio Mansiche, Trujillo Toeschouwers: 25.000 Scheidsrechter: Carlos Urbe (ECU) |
| 7 juni Vriendschappelijk № 706 «onderlinge duels» 15:00 uur | Paolo Guerrero 76' |       |          | Estadio Mansiche, Trujillo Toeschouwers: 25.000 Scheidsrechter: Carlos Urbe (ECU) |

|                                                             |                                                |       |                       |                                                                                 |
| 1 juli Vriendschappelijk № 707 «onderlinge duels» 17:00 uur | Mexico                                         | 2 – 1 | Paraguay              | CenturyLink Field, Seattle Toeschouwers: 40.000 Scheidsrechter: Ted Unkel (USA) |
| 1 juli Vriendschappelijk № 707 «onderlinge duels» 17:00 uur | Rodolfo Pizarro 19' Elías Hernández 26' (pen.) |       | 45+2' Antonio Bareiro | CenturyLink Field, Seattle Toeschouwers: 40.000 Scheidsrechter: Ted Unkel (USA) |

|                                                                     |       |                                                                |          | |
| 31 augustus Kwalificatie WK 2018 № 708 «onderlinge duels» 19:30 uur | Chili | 0 – 3                                                          | Paraguay | Estadio Monumental David Arellano, Santiago Toeschouwers: 43.000 Scheidsrechter: Néstor Pitana (ARG) |
| 31 augustus Kwalificatie WK 2018 № 708 «onderlinge duels» 19:30 uur |       | 24' (e.d.) Arturo Vidal 55' Víctor Cáceres 90+2' Richard Ortiz |          | Estadio Monumental David Arellano, Santiago Toeschouwers: 43.000 Scheidsrechter: Néstor Pitana (ARG) |

|                                                                     |                  |       |                                                |                                                                                                |
| 5 september Kwalificatie WK 2018 № 709 «onderlinge duels» 20:00 uur | Paraguay         | 1 – 2 | Uruguay                                        | Estadio Defensores del Chaco, Asuncion Toeschouwers: 35.000 Scheidsrechter: Sandro Ricci (BRA) |
| 5 september Kwalificatie WK 2018 № 709 «onderlinge duels» 20:00 uur | Ángel Romero 88' |       | 76' Federico Valverde 80' (e.d.) Gustavo Gómez | Estadio Defensores del Chaco, Asuncion Toeschouwers: 35.000 Scheidsrechter: Sandro Ricci (BRA) |

|                                                                   |                    |       |                                          | |
| 5 oktober Kwalificatie WK 2018 № 710 «onderlinge duels» 18:30 uur | Colombia           | 1 – 2 | Paraguay                                 | Estadio Metropolitano Roberto Meléndez, Barranquilla Toeschouwers: 45.000 Scheidsrechter: Ricardo Marques (BRA) |
| 5 oktober Kwalificatie WK 2018 № 710 «onderlinge duels» 18:30 uur | Radamel Falcao 79' |       | 89' Óscar Cardozo 90+2' Antonio Sanabria | Estadio Metropolitano Roberto Meléndez, Barranquilla Toeschouwers: 45.000 Scheidsrechter: Ricardo Marques (BRA) |

|                                                                    |          |                    |           |                                                                                                  |
| 10 oktober Kwalificatie WK 2018 № 711 «onderlinge duels» 20:30 uur | Paraguay | 0 – 1              | Venezuela | Estadio Defensores del Chaco, Asunción Toeschouwers: 40.000 Scheidsrechter: Wilton Sampaio (BRA) |
| 10 oktober Kwalificatie WK 2018 № 711 «onderlinge duels» 20:30 uur |          | 84' Yangel Herrera |           | Estadio Defensores del Chaco, Asunción Toeschouwers: 40.000 Scheidsrechter: Wilton Sampaio (BRA) |

### 2018
|                                                               |                       |       |          |                                                                               |
| 27 maart Vriendschappelijk № 712 «onderlinge duels» 19:30 uur | Verenigde Staten      | 1 – 0 | Paraguay | Sahlen's Stadium, Cary Toeschouwers: 9.825 Scheidsrechter: Kimbell Ward (SKN) |
| 27 maart Vriendschappelijk № 712 «onderlinge duels» 19:30 uur | Bobby Wood 45' (pen.) |       |          | Sahlen's Stadium, Cary Toeschouwers: 9.825 Scheidsrechter: Kimbell Ward (SKN) |

|                                                              |                                                                                     |       |                                    |                                                                                |
| 12 juni Vriendschappelijk № 713 «onderlinge duels» 20:05 uur | Japan                                                                               | 4 – 2 | Paraguay                           | Tivoli Neu, Innsbruck Toeschouwers: 1.200 Scheidsrechter: Oliver Drachta (AUT) |
| 12 juni Vriendschappelijk № 713 «onderlinge duels» 20:05 uur | Takashi Inui 51' Takashi Inui 63' Federico Santander 77' (e.d.) Shinji Kagawa 90+2' |       | 32' Óscar Romero 90' Richard Ortíz | Tivoli Neu, Innsbruck Toeschouwers: 1.200 Scheidsrechter: Oliver Drachta (AUT) |

|                                                                  |                 |       |                        |                                                                                                 |
| 20 november Vriendschappelijk № 714 «onderlinge duels» 19:00 uur | Zuid-Afrika     | 1 – 1 | Paraguay               | Moses Mabhidastadion, Durban Toeschouwers: 8.868 Scheidsrechter: Ahmad Imethaz Heerralall (MRI) |
| 20 november Vriendschappelijk № 714 «onderlinge duels» 19:00 uur | Percy Tau 90+3' |       | Federico Santander 32' | Moses Mabhidastadion, Durban Toeschouwers: 8.868 Scheidsrechter: Ahmad Imethaz Heerralall (MRI) |

### 2019
|                                                               |                    |       |          |                                                             |
| 22 maart Vriendschappelijk № 715 «onderlinge duels» 20:00 uur | Peru               | 1 – 0 | Paraguay | Red Bull Arena, Harrison Scheidsrechter: Jair Marrufo (USA) |
| 22 maart Vriendschappelijk № 715 «onderlinge duels» 20:00 uur | Christian Cueva 4' |       |          | Red Bull Arena, Harrison Scheidsrechter: Jair Marrufo (USA) |

|                                                               |                                                                                |       |                                      |                                                                                       |
| 26 maart Vriendschappelijk № 716 «onderlinge duels» 19:00 uur | Mexico                                                                         | 4 – 2 | Paraguay                             | Levi's Stadium, Santa Clara Toeschouwers: 50.317 Scheidsrechter: Keylor Herrera (CRC) |
| 26 maart Vriendschappelijk № 716 «onderlinge duels» 19:00 uur | Jonathan dos Santos 6' Gustavo Gómez 9' Javier Hernández 24' Luis Montes 90+1' |       | Hernan Perez 54' Derlis González 84' | Levi's Stadium, Santa Clara Toeschouwers: 50.317 Scheidsrechter: Keylor Herrera (CRC) |

|                                                             |                   |       |                     | |
| 5 juni Vriendschappelijk № 717 «onderlinge duels» 20:00 uur | Paraguay          | 1 – 1 | Honduras            | Estadio Antonio Oddone Sarubbi, Ciudad del Este Toeschouwers: 20.000 Scheidsrechter: Eduardo Gamboa (CHI) |
| 5 juni Vriendschappelijk № 717 «onderlinge duels» 20:00 uur | Óscar Cardozo 15' |       | Maynor Figueroa 75' | Estadio Antonio Oddone Sarubbi, Ciudad del Este Toeschouwers: 20.000 Scheidsrechter: Eduardo Gamboa (CHI) |

|                                                         |                                       |       |           | |
| 9 juni Vriendschappelijk № 718 «onderlinge duels» 17:00 | Paraguay                              | 2 – 0 | Guatemala | Estadio Defensores del Chaco, Asuncion Toeschouwers: 12.000 Scheidsrechter: Rodolpho Marques (BRA) |
| 9 juni Vriendschappelijk № 718 «onderlinge duels» 17:00 | Gustavo Gómez 48' Derlis González 76' |       |           | Estadio Defensores del Chaco, Asuncion Toeschouwers: 12.000 Scheidsrechter: Rodolpho Marques (BRA) |

| Copa América 2019 |
| ----------------- |

|                                                              |                                      |       |                                    |                                                                                        |
| 16 juni Copa América 2019 № 719 «onderlinge duels» 16:00 uur | Paraguay                             | 2 – 2 | Qatar                              | Maracanã Stadion, Rio de Janeiro Toeschouwers: 19.196 Scheidsrechter: Diego Haro (PER) |
| 16 juni Copa América 2019 № 719 «onderlinge duels» 16:00 uur | Óscar Cardozo 4' Derlis Gonzalez 56' |       | Almoez Ali 68' Boualem Khoukhi 77' | Maracanã Stadion, Rio de Janeiro Toeschouwers: 19.196 Scheidsrechter: Diego Haro (PER) |

|                                                          |                  |       |                     |                                                                                            |
| 19 juni Copa América 2019 № 720 «onderlinge duels» 21:30 | Argentinië       | 1 – 1 | Paraguay            | Mineirão, Belo Horizonte Toeschouwers: 35.265 Scheidsrechter: Wilton Pereira Sampaio (BRA) |
| 19 juni Copa América 2019 № 720 «onderlinge duels» 21:30 | Lionel Messi 57' |       | Richard Sánchez 36' | Mineirão, Belo Horizonte Toeschouwers: 35.265 Scheidsrechter: Wilton Pereira Sampaio (BRA) |

|                                                              |                     |       |          |                                                                                               |
| 23 juni Copa América 2019 № 721 «onderlinge duels» 16:00 uur | Colombia            | 1 – 0 | Paraguay | Itaipava Arena Fonte Nova, Salvador Toeschouwers: 13.039 Scheidsrechter: Víctor Carillo (PER) |
| 23 juni Copa América 2019 № 721 «onderlinge duels» 16:00 uur | Gustavo Cuéllar 31' |       |          | Itaipava Arena Fonte Nova, Salvador Toeschouwers: 13.039 Scheidsrechter: Víctor Carillo (PER) |

|                                                                  |                                     |       |          |                                                                                   |
| 5 september Vriendschappelijk № 723 «onderlinge duels» 19:20 uur | Japan                               | 2 – 0 | Paraguay | Kashimastadion, Kasmima Toeschouwers: 29.701 Scheidsrechter: Kim Jong-hyeok (KOR) |
| 5 september Vriendschappelijk № 723 «onderlinge duels» 19:20 uur | Yuya Osako 23', Takumi Minamino 30' |       |          | Kashimastadion, Kasmima Toeschouwers: 29.701 Scheidsrechter: Kim Jong-hyeok (KOR) |

|                                                                   |                                            |       |                                                                            | |
| 10 september Vriendschappelijk № 724 «onderlinge duels» 18:00 uur | Jordanië                                   | 2 – 4 | Paraguay                                                                   | Amman International Stadium, Amman Toeschouwers: 4,000 Scheidsrechter: Wathik Mohammed Al Baag (IRQ) |
| 10 september Vriendschappelijk № 724 «onderlinge duels» 18:00 uur | Musa Al-Taamari 43' Yassen al-Bakhit 45+1' |       | Óscar Romero 61' Miguel Almirón 74' Robert Rojas 75' Alejandro Gamarra 90' | Amman International Stadium, Amman Toeschouwers: 4,000 Scheidsrechter: Wathik Mohammed Al Baag (IRQ) |

|                                                                 |                         |       |          |                                                                                     |
| 10 oktober Vriendschappelijk № 725 «onderlinge duels» 20:45 uur | Servië                  | 1 – 0 | Paraguay | Mladost stadion, Kruševac Toeschouwers: 5,000 Scheidsrechter: Nejc Kajtazović (SLO) |
| 10 oktober Vriendschappelijk № 725 «onderlinge duels» 20:45 uur | Aleksandar Mitrović 90' |       |          | Mladost stadion, Kruševac Toeschouwers: 5,000 Scheidsrechter: Nejc Kajtazović (SLO) |

|                                                                 |                    |       |                       |                                                                                          |
| 13 oktober Vriendschappelijk № 726 «onderlinge duels» 20:45 uur | Slowakije          | 1 – 1 | Paraguay              | Tehelné pole stadion, Bratislava Toeschouwers: 6.669 Scheidsrechter: Slavko Vinčić (SLO) |
| 13 oktober Vriendschappelijk № 726 «onderlinge duels» 20:45 uur | Róbert Boženík 59' |       | Alejandro Gamarra 85' | Tehelné pole stadion, Bratislava Toeschouwers: 6.669 Scheidsrechter: Slavko Vinčić (SLO) |

|                                                                  |           |                    |          |                                                                                              |
| 14 november Vriendschappelijk № 727 «onderlinge duels» 18:00 uur | Bulgarije | 0 – 1              | Paraguay | Vasil Levski Nationaal Stadion, Sofia Toeschouwers: 500 Scheidsrechter: Inácio Pereira (POR) |
| 14 november Vriendschappelijk № 727 «onderlinge duels» 18:00 uur |           | Miguel Almirón 60' |          | Vasil Levski Nationaal Stadion, Sofia Toeschouwers: 500 Scheidsrechter: Inácio Pereira (POR) |

|                                                                  |               |       |          |                                                                                                |
| 19 november Vriendschappelijk № 728 «onderlinge duels» 19:30 uur | Saoedi-Arabië | 0 – 0 | Paraguay | Prince Faisal bin Fahdstadion, Riyad Toeschouwers: 5.175 Scheidsrechter: Ali Al Samahiji (BHR) |
| 19 november Vriendschappelijk № 728 «onderlinge duels» 19:30 uur |               |       |          | Prince Faisal bin Fahdstadion, Riyad Toeschouwers: 5.175 Scheidsrechter: Ali Al Samahiji (BHR) |

APF · A-internationals · Selecties · Bondscoaches · Paraguayaans vrouwenelftal · Paraguay U21 · Paraguay U20 · Paraguay U19 · Paraguay U18 · Paraguay U17
1919 – 1929 · 
1930 – 1939 · 
1940 – 1949 · 
1950 – 1959 · 
1960 – 1969 · 
1970 – 1979 · 
1980 – 1989 · 
1990 – 1999 · 
2000 – 2009 · 
2010 – 2019 ·
2020 − 2029
WK 1930 · 
WK 1950 · 
WK 1958 · 
WK 1986 · 
WK 1998 · 
WK 2002 · 
WK 2006 · 
WK 2010
OS 1992 · 
OS 2004
1919 · 
1920 · 
1921 · 
1922 · 
1923 · 
1924 · 
1925 · 
1926 · 
1927 · 
1928 · 
1929 · 
1930 · 
1931 · 
1932–1936 · 
1937 · 
1938 · 
1939 · 
1940 · 
1941 · 
1942 · 
1943 · 
1944 · 
1945 · 
1946 · 
1947 · 
1948 · 
1949 · 
1950 · 
1951–1952 · 
1953 · 
1954 · 
1955 · 
1956 · 
1957 · 
1958 · 
1959 · 
1960 · 
1961 · 
1962 · 
1963 · 
1964 · 
1965 · 
1966 · 
1967 · 
1968 · 
1969 · 
1970 · 
1971 · 
1972 · 
1973 · 
1974 · 
1975 · 
1976 · 
1977 · 
1978 · 
1979 · 
1980 · 
1981 · 
1982 · 
1983 · 
1984 · 
1985 · 
1986 · 
1987 · 
1988 · 
1989 · 
1990 · 
1991 · 
1992 · 
1993 · 
1994 · 
1995 · 
1996 · 
1997 · 
1998 · 
1999 · 
2000 · 
2001 · 
2002 · 
2003 · 
2004 · 
2005 · 
2006 · 
2007 · 
2008 · 
2009 · 
2010 · 
2011 · 
2012 · 
2013 · 
2014 · 
2015 · 
2016 ·
2017 ·
2018 ·
2019 ·
2020 ·
2021 ·
2022
Argentinië ·
Armenië ·
Australië ·
Bahrein ·
België ·
Bolivia ·
Bosnië en Herzegovina · 
Brazilië ·
Bulgarije ·
Canada ·
Chili ·
China ·
Colombia ·
Costa Rica ·
Denemarken ·
Duitsland ·
Ecuador ·
El Salvador ·
Engeland ·
Frankrijk ·
Georgië ·
Griekenland ·
Guadeloupe ·
Guatemala ·
Honduras ·
Hongarije ·
Hongkong ·
Ierland ·
Indonesië ·
Irak ·
Iran ·
Italië ·
Ivoorkust ·
Jamaica ·
Japan ·
Joegoslavië ·
Jordanië ·
Kameroen ·
Marokko ·
Mexico ·
Nederland ·
Nicaragua ·
Nieuw-Zeeland ·
Nigeria ·
Noord-Korea ·
Noord-Macedonië ·
Noorwegen ·
Oman ·
Oostenrijk ·
Panama ·
Peru ·
Polen ·
Portugal ·
Qatar ·
Roemenië ·
Saoedi-Arabië ·
Schotland ·
Servië ·
Slovenië ·
Slowakije ·
Spanje ·
Togo ·
Trinidad en Tobago ·
Tsjechië ·
Turkije ·
Uruguay ·
Venezuela ·
Verenigde Arabische Emiraten ·
Verenigde Staten ·
Wales ·
Zuid-Afrika ·
Zuid-Korea ·
Zweden
Engeland (2006) · 
Italië (2010) · 
Slovenië (2002) · 
Spanje (2002) · 
Trinidad en Tobago (2006) · 
Zuid-Afrika (2002) · 
Zweden (2006)
AFC-zone: Afghanistan · Australië · Bahrein · Bangladesh · Bhutan · Brunei · Cambodja · China · Chinees Taipei · Filipijnen · Guam · Hongkong · India · Indonesië · Iran · Irak · Japan · Jemen · Jordanië · Koeweit · Kirgizië · Laos · Libanon · Macau · Maleisië · Maldiven · Mongolië · Myanmar · Nepal · Noord-Korea · Oezbekistan · Oman · Oost-Timor · Pakistan · Palestina · Qatar · Saoedi-Arabië · Singapore · Sri Lanka · Syrië · Tadjikistan · Thailand · Turkmenistan · Verenigde Arabische Emiraten · Vietnam · Zuid-Korea

CAF-zone: Algerije · Angola · Benin · Botswana · Burkina Faso · Burundi · Centraal-Afrikaanse Republiek · Comoren · Congo-Brazzaville · Congo-Kinshasa · Djibouti · Egypte · Equatoriaal-Guinea · Eritrea · Ethiopië · Gabon · Gambia · Ghana · Guinee · Guinee-Bissau · Ivoorkust · Kaapverdië · Kameroen · Kenia · Lesotho · Liberia · Libië · Madagaskar · Malawi · Mali · Mauritanië · Mauritius · Marokko · Mozambique · Namibië · Niger · Nigeria · Oeganda · Rwanda · Sao Tomé en Principe · Senegal · Seychellen · Sierra Leone · Soedan · Somalië · Swaziland · Tanzania · Togo · Tsjaad · Tunesië · Zambia · Zimbabwe · Zuid-Afrika · Zuid-Soedan 

CONCACAF-zone: Amerikaanse Maagdeneilanden · Anguilla · Antigua en Barbuda · Aruba · Bahama's · Barbados · Belize · Bermuda · Britse Maagdeneilanden · Canada · Kaaimaneilanden · Costa Rica · Cuba · Curaçao · Dominica · Dominicaanse Republiek · El Salvador · Frans Guyana · Grenada · Guadeloupe · Guatemala · Guyana · Haïti · Honduras · Jamaica · Martinique · Mexico · Montserrat · 
Nicaragua · Panama · Puerto Rico · Saint Kitts en Nevis · Saint Lucia · Saint Vincent en de Grenadines · Sint Maarten · Suriname · Trinidad en Tobago · Turks- en Caicoseilanden · Verenigde Staten

CONMEBOL-zone: Argentinië · Bolivia · Brazilië · Chili · Colombia · Ecuador · Paraguay · Peru · Uruguay · Venezuela

OFC-zone: Amerikaans-Samoa · Cookeilanden · Fiji · Nieuw-Caledonië · Nieuw-Zeeland · Papoea-Nieuw-Guinea · Samoa · Salomoneilanden · Tahiti · Tonga · Vanuatu

UEFA-zone: Albanië · Andorra · Armenië · Azerbeidzjan · België · Bosnië en Herzegovina · Bulgarije · Cyprus · Denemarken · Duitsland · Engeland · Estland · Faeröer · Finland · Frankrijk · Georgië · Gibraltar · Griekenland · Hongarije · IJsland · Ierland · Israël · Italië · Kazachstan · Kosovo · Kroatië · Letland · Liechtenstein · Litouwen · Luxemburg · Macedonië · Malta · Moldavië · Montenegro · Nederland · Noord-Ierland · Noorwegen · Oekraïne · Oostenrijk · Polen · Portugal · Roemenië · Rusland · San Marino · Schotland · Servië · Slovenië · Slowakije · Spanje · Tsjechië · Turkije · Wales · Wit-Rusland · Zweden · Zwitserland